# ミゲル・アンヘル・ラミレス
ミゲル・アンヘル・ラミレス・メディナ（Miguel Ángel Ramírez Medina、1984年10月23日 - ）は、スペイン・ラス・パルマス・デ・グラン・カナリア出身のサッカー指導者。

## 経歴
ラス・パルマス出身のラミレスは2003年にADクラレからUDラス・パルマスのユースに加入した。2011年、ギリシャに移り、AEKアテネのユースの職に就いたが、ほどなくして経済危機のためにパナシナイコス、そしてオリンピアコスに移った。
2012年、スペインに戻ったラミレスはデポルティーボ・アラベスでスカウトとして働き、数ヶ月後にカタールのアスパイア・アカデミーに入る。
2018年、カタールU-14代表の責任者とカタールU-19代表でのフェリックス・サンチェス・バスのアシスタントコーチを歴任した後、ラミレスはエクアドルに移り、インデペンディエンテ・デル・バジェのU-18チーム監督に就任する。

### インデペンディエンテ・デル・バジェ
2019年5月7日、CSエメレク監督に就任したイスマエル・レスカルボの後任としてトップチームの監督に就任。2019年のコパ・スダメリカーナで優勝し、自身にとってもクラブにとっても初めての国際大会のタイトル獲得を果たした。2020年12月18日、インデペンディエンテDVの監督を退任。

### SCインテルナシオナル
2021年3月2日、2年契約でSCインテルナシオナルの監督に就任。しかし、コパ・ド・ブラジルのラウンド32でセリエBのECヴィトーリアに敗れたのを受けて6月11日に解任された。

### シャーロットFC
1ヶ月後の2021年7月22日、2022年からMLSに参戦するシャーロットFCの監督に就任することが発表された。

### スポルティング・デ・ヒホン
2023年1月17日、スポルティング・デ・ヒホンの監督に就任した。

## タイトル
- インデペンディエンテ・デル・バジェ

コパ・スダメリカーナ優勝: 2019